# 大本営

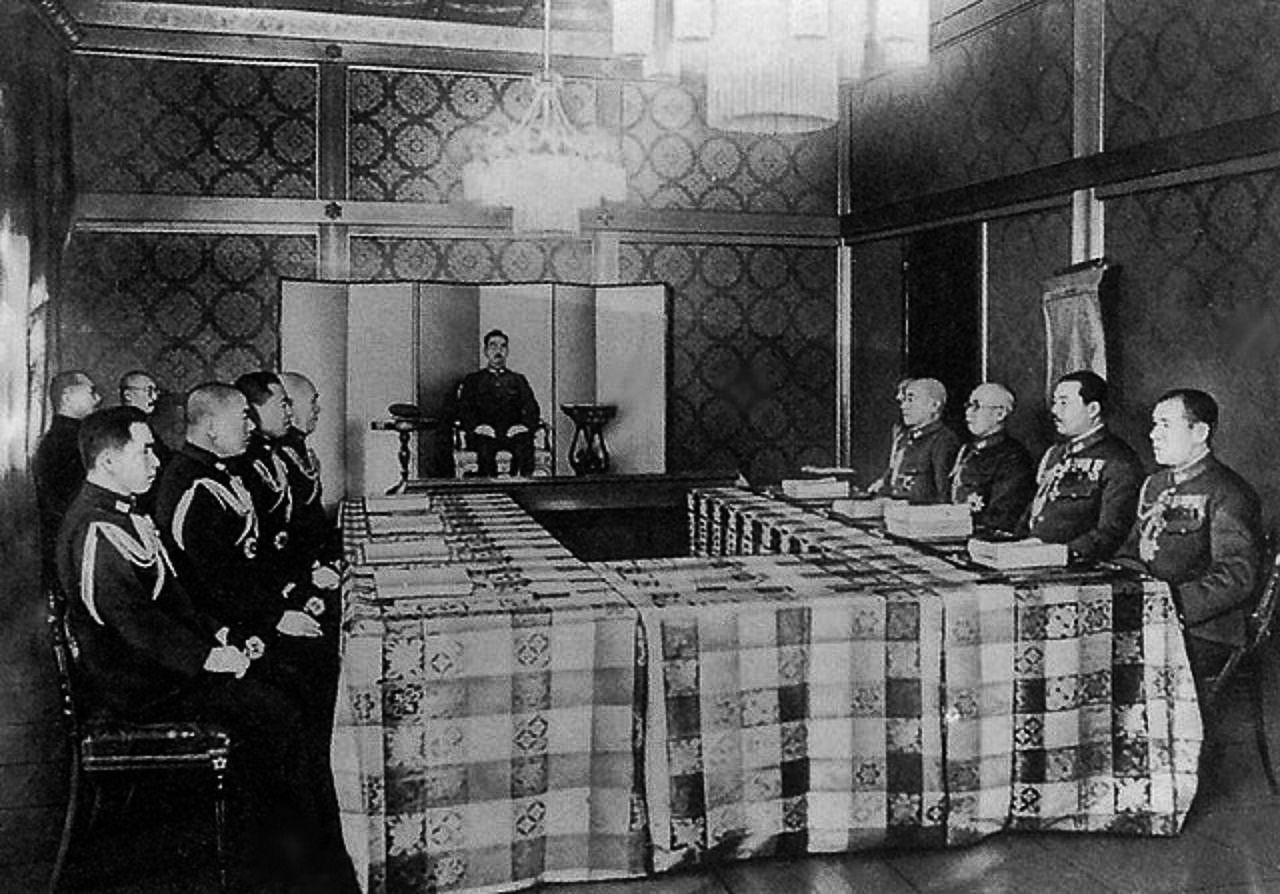
昭和天皇御前の大本営会議の様子（1943年4月29日付朝日新聞掲載）

大本営（だいほんえい、旧字体：大本營）は、日清戦争から太平洋戦争までの戦時中に設置された日本軍（陸海軍）の最高統帥機関。その設置は、大日本帝国憲法下において天皇が有する、統帥権の発動に基づくとされる。大本営の設置は、平時には統帥部（陸軍参謀本部及び海軍軍令部）や陸海軍省に分掌される事項について、同機関のもとで一元的な処理を行なうことを目的とした。
1893年（明治26年）5月22日公布の戦時大本営条例によって制定され、日清戦争と日露戦争において実際に設置、それぞれ終戦後に解散した。日中戦争（支那事変）では戦時又は事変において設置するとされ、戦時外でも設置できるようなり、そのまま太平洋戦争終戦まで存続した。連合国からは「Imperial General Headquarters」と呼ばれた。
太平洋戦争末期、日本の敗色が濃厚になるにつれ、さも戦況が有利であるかのような虚偽の情報が大本営発表として流され続けた。このことから現在では、権力者、利権者が自己の都合の良い情報操作をして、虚報を発信することを慣用句として「大本営」「大本営発表」という表現が用いられる。
なお、陸海軍連合大演習および陸軍特別大演習においては司令部でなく、天皇の行幸行在所（あんざいしょ）を「大本営」と称した。

## 概要
大本営は、大日本帝国陸軍および大日本帝国海軍を支配下に置く、戦時中のみの天皇直属の最高統帥機関として、1893年5月22日に公布された戦時大本営条例によって法制化された。戦時大本営条例の第1条では「最高ノ統帥部」とされ、第2条では「大本営ニ在テ帷幄ノ機務ニ参与シ帝国陸海軍ノ大作戦ヲ計画スルハ参謀総長ノ任トス」とされた。この戦時大本営条例第2条の規定により、陸軍の参謀総長のみが幕僚長の任に当たるものとされ、海軍の軍令部長はその指揮下に入る組織になっていた。
日清戦争における大本営は1894年（明治27年）6月5日に設置された。1893年制定の軍令部条例により平時においてのみ陸海軍の軍令が対等となったばかりであったが、戦時となったため戦時大本営条例により陸軍の参謀総長のみが幕僚長となった。同年9月15日、戦争指導の拠点を広島に置くために明治天皇が移り、大本営も広島に移った（広島大本営）。1896年（明治29年）4月1日大本営解散の詔勅によって解散した。
1903年（明治36年）12月、戦時大本営条例は改正された。改正の主眼は第3条で「参謀総長及海軍軍令部長ハ各其ノ幕僚ニ長トシテ帷幄ノ機務ニ奉仕シ作戦ヲ参画シ終局ノ目的ニ稽ヘ陸海両軍ノ策応共同ヲ図ルヲ任トス」となり、陸軍の参謀総長、海軍の海軍軍令部長の両名ともに幕僚長とされた。これにより戦時においても軍令機関は対等となった。
日露戦争における大本営は1904年（明治37年）2月11日に設置された。この大本営は1905年（明治38年）12月20日解散した。
昭和に入って大本営の規定は新しく軍令をもって規定されることになった。日中戦争（支那事変）は、宣戦布告無き「事変」であり、正式には戦争ではないとされていたため、1937年（昭和12年）11月18日、大本営設置を戦時に限定していた大本営条例は廃止され、新たに戦時以外に事変でも設置可能にした「大本営令」が制定された。なお、大本営令は編制等については直接規定せず「大本営ノ編制及勤務ハ別ニ之ヲ定ム」（第3条）とした。
1937年（昭和12年）11月20日、日中戦争に対処するべく宮中に大本営が設置され、そのまま太平洋戦争に移行した。
戦争末期には長野県埴科郡松代町（現長野市松代町）に建設した地下壕へ大本営の機能を移転する計画も立てられたが（松代大本営）、未完成のまま終戦を迎えた。また，防衛省敷地内には大本営地下壕と呼ばれる遺構が残されている。連合国による対日指令"SCAPIN-17"により、1945年9月13日24時までの廃止を指令され、国内法的には、大本営復員並廃止要領（昭和20年軍令第3号）第2条により1945年（昭和20年）9月13日付けで廃止された。また「大本営令」は、同年11月30日付けで廃止された。
大本営の本部建物（1号館）は、現在の防衛省市ヶ谷地区の庁舎A棟と同じ場所に存在したが、防衛庁（当時）の市ヶ谷移転に伴い解体され、一部は同じ防衛省の敷地内に市ヶ谷記念館として移設、一般の見学も可能になっている。

## 組織

### 明治期の大本営
1893年（明治26年）5月22日の勅令第52号「戦時大本営条例」の組織では、第3条で大本営の幕僚は陸海軍将校で組織するとされた。改正された1903年（明治36年）12月28日勅令第293号「戦時大本営条例」では、第2条で大本営には幕僚と各機関の高等部を置くとされた。
日露戦争時、大本営の御前会議の開催に定日があったわけではなかったが、概ね週一回開催され、戦局上特に必要な場合や重大な報告がある場合には臨時に参集された。日露戦争での第1回の大本営会議は1904年（明治37年）2月13日に開かれ、大本営幕僚である参謀総長の大山巌と海軍軍令部長の伊東祐亨のほか、内閣総理大臣の桂太郎、外務大臣の小村寿太郎、枢密院議長の伊藤博文、元帥の山縣有朋、陸軍大臣の寺内正毅、海軍大臣の山本権兵衛が列席した。

### 昭和期の大本営
日露戦争後、初めて大本営が設置されたのは、昭和期に入った1937年（昭和12年）のことで第1次近衛内閣によってであった。
大本営会議は天皇臨席のもと、陸海軍の統帥部長（参謀総長・軍令部総長）、次長（参謀次長・軍令部次長）、それに第一部長（作戦部長）と作戦課長によって構成された。統帥権の独立により、内閣総理大臣や外務大臣ら、政府側の文官は含まれない。また軍人ながら閣僚でもある陸軍大臣・海軍大臣は、軍政との関連で列席できたが、発言権はなかった。なお、大元帥たる天皇は、臨席はしても発言しないのが慣例の御前会議とは対照的に、細かい点まで意欲的に質問することがあり、会議が形式的に流れるのを嫌った節がある。
日中戦争時には政軍間の意思統一を目的として、大本営政府連絡会議（一時期、大本営政府連絡懇談会に改称）が設置された。ただ議長たる内閣総理大臣含め、誰もイニシアティブを発揮し得ず、さらに陸海軍のセクショナリズムも作用して、戦争指導や情報共有に重大な欠陥をもたらした。1944年の小磯内閣発足後、最高戦争指導会議に改められるも、一元的な戦争指導はついに実現しなかった。
戦果に関する広報も、陸海軍部それぞれの報道部で扱っていた。当初は航空写真を用いて詳密に説明するなど信頼度は高かった。しかし1942年中盤（具体的にはミッドウェー海戦敗北・撤退とこれに伴うMI作戦中止）以降の戦局悪化に伴い、戦果を過大に被害を軽微に偽装したり、撤退を「転進」、全滅を「玉砕」と言い換えるなど美化して聞こえをよくするなど、嘘のプロパガンダに走った（大本営発表）。
また陸海軍部同士だけでなく、内部の交流・意思疎通も、昭和期になると希薄化した。特に作戦参謀と情報参謀の対立は激しく、敵軍の動向を軽視し、無謀な作戦を立案する悪癖を生んだ。これは、作戦参謀は恩賜組（陸大卒業上位5位以内）で固められていたのに対し、情報参謀はそうではなかったこと等から、作戦参謀が情報参謀を軽視していたことにも起因すると言われる。軍令部の情報担当は「くされ士官の捨てどころ」と自らを卑下した。
なお、作戦参謀と情報参謀の対立が悪影響を及ぼした一例としては、作戦参謀が作戦を現場の指揮官に伝達するときに、現地情勢および相手の戦闘方法の情報を情報参謀が伝達するようになったのは敗戦が濃厚となってきた1944年6月から、という事が挙げられる（それまでは現地情報などの伝達は一切なかったので、自力で現地取材を行うか、引き揚げてきた同期等から情報収集していた）。

#### 陸軍部
- 陸軍参謀部
  - 総務課（人事・経理・文書）
  - 第1部

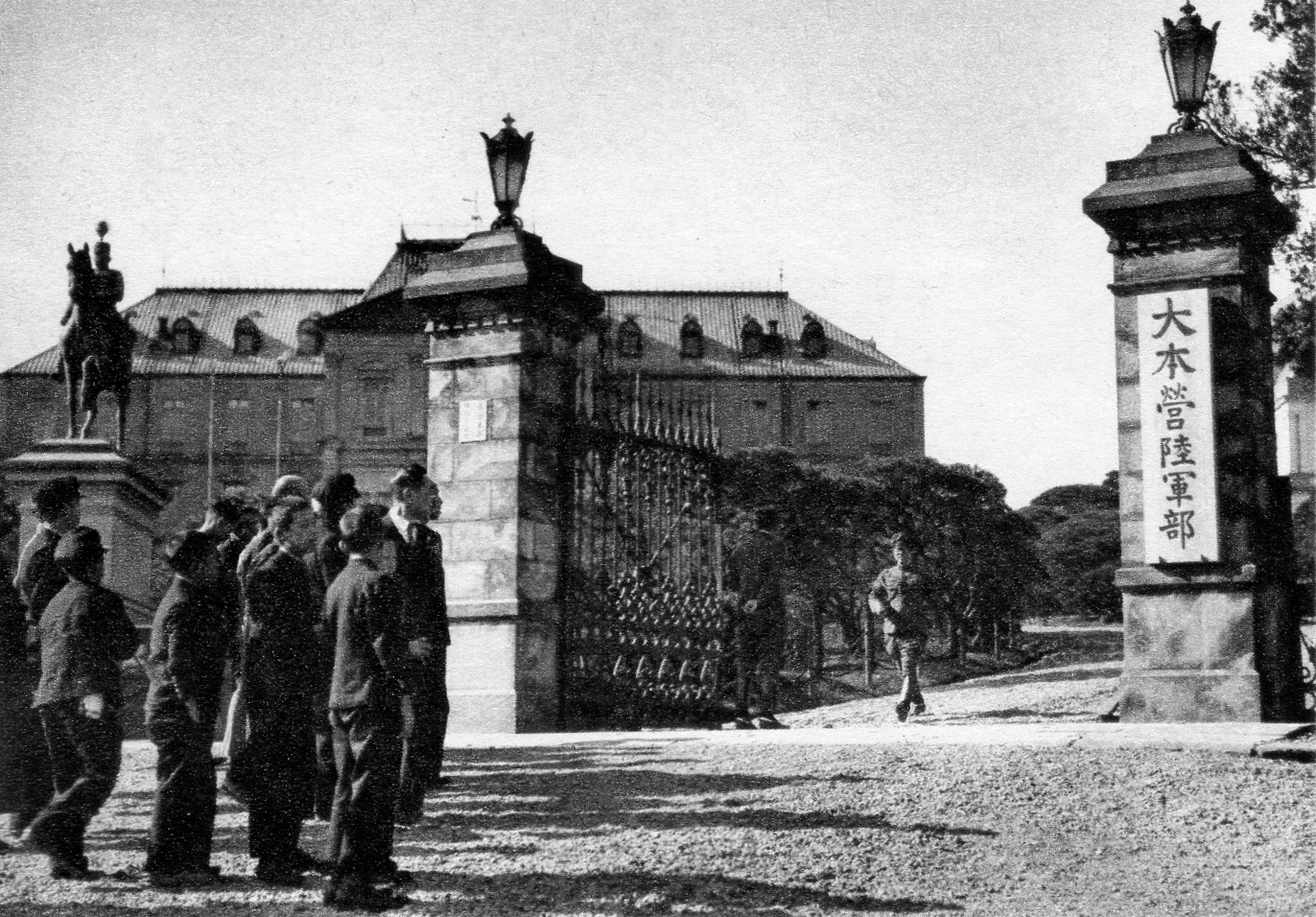
1937年11月に設置された大本営陸軍部の表札

    - 第1課（教育：課長は教育総監部第1部第2課長の兼任　ちなみに第1部が1課から3課までを、第2部が4課から6課までを所掌していた）
    - 第2課（作戦・防衛・兵站）

  - 第2部
    - 第4課（1945年4月30日廃止。業務は第12課が引き継ぐ)
    - 第5課（ロシア情報）
    - 第6課（欧米情報）
    - 第7課（支那情報）

  - 第3部
    - 第10課（運輸）
    - 第11課（通信）

  - 第4部（1945年4月30日から部長は陸軍省軍務局長が兼任）
    - 第3課（編成・動員：課長は1945年4月30日から陸軍省軍務局軍事課長が兼任）
    - 第12課（戦争指導：課長は陸軍省軍務局軍務課長の兼任）

  - 第14課（軍政。1943年2月13日廃止）
  - 第16課（ドイツ・イタリア情報。1943年10月15日廃止）
- 中央特種情報部（通信情報：1943年7月14日、第18班から独立）
- 陸軍副官部（長は高級副官と称し、参謀本部総務課長が兼ねた）
- 兵站総監部
  - 総監（参謀次長が兼任。1945年5月16日から陸軍次官が兼任）
  - 参謀長 （参謀本部第1部長が兼任）
  - 運輸通信長官部 （長官は参謀本部第3部長）
    - 野戦高等電信部
    - 野戦高等郵便部

  - 野戦兵器長官部（1937年11月-1943年10月は陸軍省兵器局長、以後は陸軍兵器行政本部総務部長の兼任）
  - 野戦航空兵器長官部（航空本部第2部長の兼任）
  - 航空通信保安長官部
  - 野戦経理長官部（長官は陸軍省経理局長）
  - 野戦衛生長官部（長官は陸軍省医務局長）
- 陸軍報道部（1945年6月2日、大本営報道部に統合）
- 陸軍管理部（部長は参謀本部総務課長）

#### 海軍部
- 海軍参謀部
  - 第1部（作戦・戦争指導・国防方針・演習）
    - 第1課（作戦）

  - 第2部（軍備計画・兵器整備・運輸・補給）
  - 第3部（情報計画・海外情報）
  - 第4部（通信・暗号）
- 海軍副官部
- 海軍通信部
- 海軍戦備考査部
- 海軍戦力補給部（1944年5月20日設置）
- 海軍総合部（1945年5月27日設置）
- 海軍戦備部（1945年5月27日設置）
- 海軍戦力練成部（1945年5月27日設置）
- 海軍報道部（1945年6月2日大本営報道部に統合）